# سفیان داوود
سفیان داوود (انگلیسی: Sofiane Daoud؛ زادهٔ ۸ ژانویهٔ ۱۹۷۵) بازیکن فوتبال اهل الجزایر بود.
از باشگاه‌هایی که در آن بازی کرده‌است می‌توان به باشگاه فوتبال مولودیه وهران و باشگاه فرهنگی ورزشی دبی اشاره کرد.
وی همچنین در تیم‌های ملی فوتبال زیر ۲۳ سال الجزایر و الجزایر بازی کرده‌است.